# Премія «Нонфікшн»
Премія «Нонфікшн» — премія, яка вручається щорічно двом українським авторам (лауреату і фіналісту) за видані в Україні протягом календарного року книжки, які «висвітлюють, інтерпретують і аналізують факти і явища суспільного життя, історії, природи або мистецтва».
Премія заснована у 2017 році Всеукраїнським рейтингом «Книжка року», Міжнародним Благодійним Фондом «Смолоскип» за ініціативи письменника Володимира Тихого і його сина Антона Тихого, які надали фінансування для вручення премій протягом чотирьох років (2017—2020 рр.). МБФ «Смолоскип» приймає благодійні пожертви для вручення премій після 2020 року. Про заснування премії було оголошено на 24-му Форумі видавців у Львові.
Умови прийому книжок-учасників: автор — громадянин України; книжка не є перевиданням, вийшла друком протягом року конкурсу накладом не менш як 500 примірників. Також умова участі — передача (або підтверджені наміри передачі) видавництвом та/або автором не менш як 50 % накладу для продажу у книгарнях — щоб книжку мали змогу придбати і прочитати різні люди, а не лише знайомі та однодумці автора. Текст книги в достатній мірі підкріплений документами, оснований на визнаних наукових фактах. Оригінальні наукрві роботи участь у конкурсі не беруть.
Відбір книжок у «короткий список», оцінювання книжок з «короткого списку» і визначення лауреата і фіналіста здійснюють експерти Всеукраїнського рейтингу «Книжка року».
Книжки короткого списку оцінюються в першу чергу за такими характеристиками: актуальність теми для розвитку сучасної України в демократичному, національно-свідомому напрямку; новизна та/або глибина розкриття теми, введення в обіг маловідомих фактів, добре обгрунтовані концептуальні узагальнення та інтерпретації; гарний стиль, доступність викладу, здатність зацікавити читачів, в першу чергу молоді.
Оголошення імен лауреата і фіналіста відбувається одночасно з оголошенням результатів рейтингу «Книжка року». Грошові премії лауреату і фіналісту вручає Міжнародний благодійний фонд «Смолоскип»: 40 тис. грн лауреату і 25 тис. грн фіналісту.

## Лауреати і фіналісти Премії
2017 р. — лауреат Ярослав Тинченко, книжка «Лицарі Зимових походів 1919—1922 рр.; 1919 рік. Дієва армія УНР, листопад 1918 — листопад 1919» — К.: Темпора; фіналіст  Леонід Ушкалов, книжка «Ловитва невловного птаха: життя Григорія Сковороди» — К.: Дух і Літера.
2018 р. — лауреат Володимир Єрмоленко, книжка «Плинні ідеології. Ідеї та політика в Європі ХІХ–ХХ століть». — К.: Дух і Літера; фіналіст Володимир Панченко, книжка «Повість про Миколу Зерова» — К.: Дух і Літера.
2019 р. — лауреат Костянтин Родик, книжка «Сізіф ХХ. Книжка vs. політика» — К.: Балтія-Друк; фіналіст Діана Клочко, книжка «65 українських шедеврів. Визнані й неявні» — К.: ArtHuss.